# Furienmeister

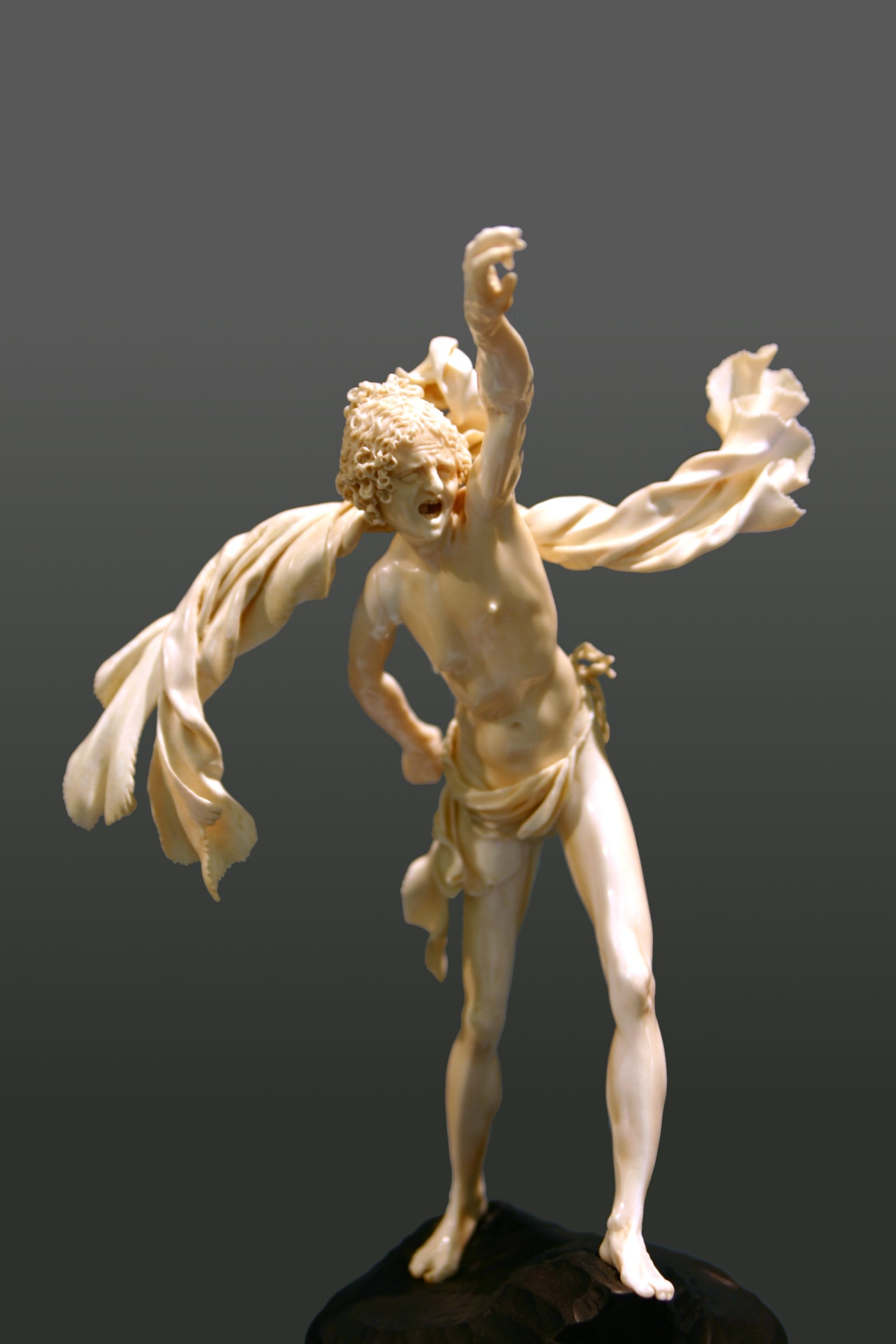
"Furie", um 1610

Furienmeister ist der Notname eines Elfenbeinschnitzers des frühen 17. Jahrhunderts, gebildet nach einem charakteristischen Werk, einer schreienden Furie im Kunsthistorischen Museum in Wien. Seine Skulpturen sind sämtlich unsigniert. Stilistische Untersuchungen sowie die Erwähnung eines Werkes in einem Inventar der Medici-Großherzogin Maria Magdalena von Österreich aus dem Jahre 1625 ermöglichen eine zeitliche Einordnung im 1. Viertel des 17. Jahrhunderts. Dem Meister und seiner Werkstatt werden bisher 25 Werke zugeschrieben.